# Samsung Galaxy Watch 6
Samsung Galaxy Watch 6 и Watch 6 Classic — это серия умных часов, выпущенная компанией Samsung в июле 2023 года. Это первые умные часы Samsung, работающие на операционной системе Wear OS 5, разработанной совместно с Google. Они также используют пользовательский интерфейс One UI 5, специально адаптированный для носимых устройств.

## Дизайн и размеры
Galaxy Watch 6 и Watch 6 Classic имеют схожий дизайн, но отличаются по некоторым характеристикам. Galaxy Watch 6 имеет более спортивный и легкий корпус из бронеалюминия, а также сенсорный экран без вращающегося безеля. Galaxy Watch 6 Classic имеет более традиционный и премиальный вид с корпусом из нержавеющей стали и возвращенным вращающимся безелем, который позволяет удобно управлять часами. Обе модели имеют сапфировое стекло для защиты экрана от царапин и повреждений.
Обе модели оснащены панелями Super AMOLED. Размеры экранов зависят от размеров корпусов, которые доступны в двух вариантах: 40 мм и 44 мм для Galaxy Watch 6 и 43 мм и 47 мм для Galaxy Watch 6 Classic. Разрешение экранов составляет 432 x 432 пикселей для меньших моделей и 456 x 456 пикселей для больших.

## Технические характеристики
Galaxy Watch 6 и Watch 6 Classic работают на процессоре Exynos W930, специально разработанном для носимых устройств. Он имеет четыре ядра с тактовой частотой 1,18 ГГц и 1,5 ГБ оперативной памяти. Внутренняя память составляет 16 ГБ, из которых около 12 ГБ доступно для хранения данных пользователя. Часы поддерживают подключение по Bluetooth 5.0, Wi-Fi 802.11 b/g/n, NFC и GPS. Они также имеют динамик и микрофон для звонков и голосового управления.
Galaxy Watch 6 и Watch 6 Classic имеют множество функций для отслеживания здоровья и фитнеса. Они используют разработанный Samsung датчик 3-в-1 BioActive Sensor, который содержит оптический датчик частоты сердечных сокращений, электрический датчик сердечного сигнала и биоимпедансный датчик. Эти датчики позволяют измерять уровень кислорода в крови, артериальное давление, электрокардиограмму, уровень стресса и состав тела. Часы также имеют акселерометр, гироскоп, компас, барометр и термометр для измерения физической активности, высоты, атмосферного давления и температуры окружающей среды. Часы могут автоматически распознавать и отслеживать более 100 видов тренировок, а также предоставлять рекомендации и советы для улучшения результатов.
Galaxy Watch 6 и Watch 6 Classic также имеют улучшенные функции для отслеживания сна. Они используют алгоритмы компании SleepScore, которые анализируют качество и длительность сна, а также дают советы по его оптимизации. Часы также могут синхронизироваться с приложением Calm, которое предлагает медитации, звуки природы и другие способы расслабиться перед сном или после пробуждения.
Galaxy Watch 6 и Watch 6 Classic имеют разную емкость аккумуляторов в зависимости от размера корпуса. Меньшие модели имеют аккумуляторы емкостью 300 мАч, а большие — 425 мАч. Время автономной работы часов зависит от настроек и использования, но в среднем составляет около двух дней. Часы поддерживают беспроводную зарядку, а также обратную зарядку от совместимых смартфонов Samsung.
Galaxy Watch 6 и Watch 6 Classic имеют широкий выбор цветов и ремешков, которые можно легко менять. Цвета корпусов включают графит, серебро и золото для Galaxy Watch 6 и черный и серебристый для Galaxy Watch 6 Classic. Ремешки могут быть изготовлены из разных материалов, таких как спортивная резина, экокожа, нейлон или металл. Часы также имеют множество настраиваемых циферблатов, которые можно скачивать из магазина Galaxy Store или создавать самостоятельно.